# 斯維特

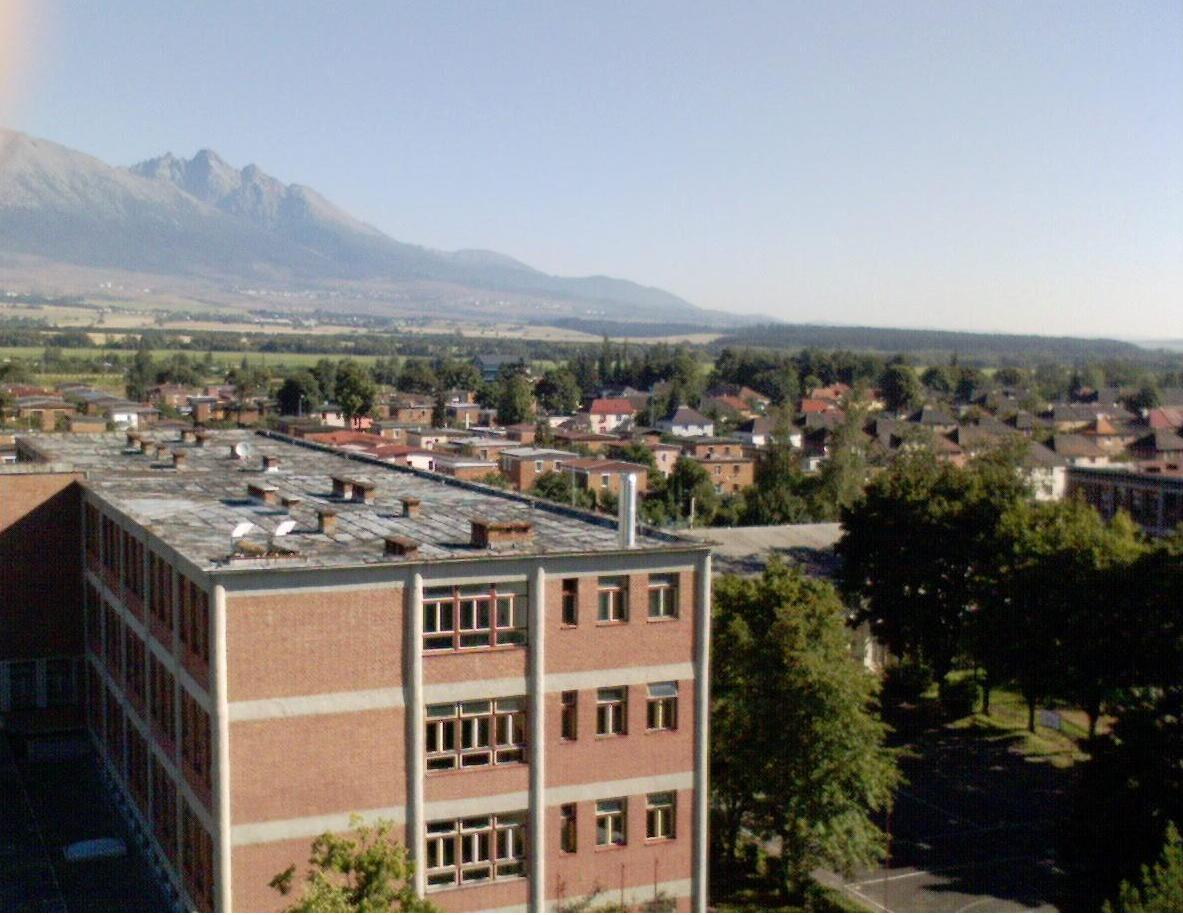

斯維特是斯洛伐克的城鎮，位於該國北部，由普列索夫州負責管轄，面積4.51平方公里，海拔高度763米，2005年人口7,510，其中六成居民信奉羅馬天主教。

## 外部連結
- Official website of Svit （页面存档备份，存于） (in Slovak language only)